# Renascimento em Portugal

Painéis de São Vicente de Fora, obra-prima da pintura portuguesa do século XV com um estilo seco mas poderosamente realista, se retratam figuras proeminentes da corte portuguesa, Nuno Gonçalves (1470-1480)

O Renascimento em Portugal, começou em meados do século XV a finais do século XVI. O movimento cultural que assinalou o final da Idade Média e o início da Idade Moderna foi marcado por transformações em muitas áreas da vida humana. A chegada do Renascimento à arquitetura de Portugal foi tardia e de forma tímida, depara-se com a resistência principalmente devido ao manuelino, nascendo da mistura do estilo gótico, especialmente como forma ornamental da última fase do gótico, com as novas inovações do século XV. No reinado de D. João I verifica-se o contacto de artistas portugueses com as inovações técnicas e estéticas então emergentes em Itália; e artistas italianos (ou portugueses seguindo a forma italiana) eram convidados a trabalhar em Portugal como Francisco de Holanda (1517-1584) e Diogo de Torralva (c. 1500-1566).
Embora o Renascimento italiano tenha tido um impacto modesto na arte, os portugueses foram influentes no alargamento da visão do mundo dos europeus, estimulando a curiosidade humanista.
Como pioneiro da exploração europeia, Portugal floresceu no final do século XV com as navegações para o oriente, auferindo lucros imensos que fizeram crescer a burguesia comercial e enriquecer a nobreza, permitindo luxos e o cultivar do espírito. O contacto com o Renascimento chegou através da influência de ricos mercadores italianos e holandeses que investiam no comércio marítimo. O contato comercial com a França, Espanha e Inglaterra era assíduo, e o intercâmbio cultural se intensificou bastante…

## Contexto
O comércio marítimo da era dos descobrimentos desempenhou um papel determinante na evolução do renascimento em Portugal: intensificou os contactos com importantes centros renascentistas, a Itália e a Flandres, fez prosperar a burguesia comercial ao lado de mercadores estrangeiros, mas também divulgou na Europa produtos, territórios e povos de África, do Oriente e do Brasil, que completavam - e até contradiziam - o saber clássico.

O rei mantinha uma missão diplomática permanente em Roma para assegurar a cooperação do Papado, essencial para manter a demarcação de Tordesilhas e o seu status na Europa. Além de embaixadores como o cardeal Miguel da Silva, um fluxo de enviados viajava para Roma constantemente, trocando presentes sumptuosos, como a embaixada de Tristão da Cunha e Garcia de Resende em 1514.
Desde cedo os portugueses trabalhavam com navegadores, cartógrafos e geógrafos italianos. Em 1457 D Afonso V encomendou o famoso mapa múndi a Fra Mauro; em 1474 o geógrafo Toscanelli, frequentador da corte dos Médicis, escrevia-lhe sobre um caminho para Índia por oeste. Banqueiros, mercadores e exploradores genoveses, florentinos e alguns dos rivais venezianos estavam investidos na exploração de novas rotas marítimas. A partir de 1455 a florescente indústria de açúcar na Ilha da Madeira atraiu interessados entre os quais Cristóvão Colombo, e o florentino Bartolomeu Marchionni, num comércio que misturava açúcar e escravos. "Em 1480 havia cerca de setenta navios envolvidos no comércio de açúcar da Madeira, com a refinação e distribuição concentrada em Antuérpia."
Em 1430 Portugal estreitara os antigos contactos com a Flandres, quando o casamento de Filipe III, Duque de Borgonha com Isabel de Portugal levou mais 2 mil portugueses que desenvolveram actividade no comércio, finanças e artes. A real feitoria portuguesa em Bruges, mais tarde transferida para Antuérpia, cresceu como principal ponto de distribuição português na Europa. Com o patrocínio da princesa, flamengos e alemães estabeleceram-se em Portugal, em especial na ilha do Faial, nos Açores, importante escala de navegação. Entre estes o cosmógrafo Martin Behaim e o editor Valentim Fernandes. A arte flamenga ganhou entre os portugueses grande prestígio, que a importavam em quantidade, disputando as melhores obras e artistas, com o Renascimento nórdico a influenciar as artes plásticas e na música.
Diplomatas, mercadores e um número significativo de estudantes nas universidades estrangeiras em Itália, Paris e Lovaina, cultivaram amizades com humanistas, académicos e artistas do renascimento. Nas humanidades, estudantes e viajantes como Sá de Miranda importam o classicismo renascentista. Mas apesar de divulgados por Ramusio e Américo Vespúcio, os relatos exóticos têm pouco impacto em Itália talvez por colidirem com a visão clássica estrita. Também a influência do Renascimento italiano nas artes plásticas em Portugal é modesta. Em 1540 Francisco de Holanda queixa-se:
"Fui o primeiro que n'este Reino louvei e apregoei ser perfeita a antiguidade, e não haver outro primor nas obras, e isto em tempos que todos quasi querião zombar d'isso, sendo eu moço e servindo ao Infante D. Fernando e ao Sereníssimo Cardeal D. Afonso meu Senhor. E o conhecer isso me fez desejar de ir ver Roma…".
Simultaneamente em Antuérpia Damião de Góis testemunha o interesse de importantes figuras do renascimento nórdico como Durer e Thomas More. Com a chegada à Índia, o comércio ganha importantes financiadores alemães, como os Fugger, que fazem a ligação com várias personalidades. Erasmo de Roterdão escreve uma dedicatória a D.João III que chega a considerá-lo para ensinar em Coimbra. Mas o saque de Roma (1527) e a reacção à Reforma Protestante acabam por arrefecer o intercâmbio. Portugal volta-se para a missionação, ao abrigo do padroado português.
A descoberta de novos mundos e o contacto com outras civilizações levaram a uma miscigenação cultural que se reflectiria, essencialmente, na arte. O contacto com as civilizações de África e do Oriente levou à importação de numerosos objectos de cerâmica, têxteis e mobiliário, de madeiras preciosas, marfim e seda que, por seu turno, levaram ao surgimento de novas formas artísticas resultantes dos intercâmbios culturais entre a Europa, a África e o Oriente, através dos portugueses.

## Ciência

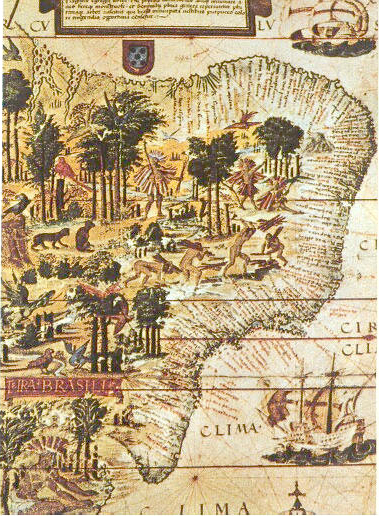
Detalhe do mapa "Terra Brasilis" de Lopo Homem e Pedro Reinel (Atlas Miller, 1519)

Como pioneiro na exploração marítima, Portugal atraiu especialistas em astronomia, matemática e tecnologia naval que fizeram avanços cruciais para mapear o mundo. Aparece toda uma série de obras de carácter técnico relacionadas, como cartas, mapas-mundi, globos, tratados sobre a arte de navegar, roteiros, relatórios de naufrágios, itinerários, crónicas, farmacopeias e tratados de medicina tropical.
Em 1475 fora impressa pela primeira vez uma tradução em latim da Geographia de Ptolomeu (século II), ilustrada com mapas derivados das suas informações, adoptada como a referência clássica na geografia. Mas a exploração portuguesa cedo revelou lacunas no conhecimento clássico: em 1488, ao passar o Cabo da Boa Esperança, Bartolomeu Dias provou errada a visão de Ptolomeu, de que não havia passagem para o Índico. Em 1492, após a estadia Portugal, Martin Behaim construiu em Nuremberga o primeiro globo terrestre conhecido e partilhou com o médico e humanista Hieronymus Münzer as últimas novidades em matéria de descobrimentos marítimos: África tinha forma penínsular, Europa e Ásia estavam separadas por um único oceano. Visão que nesse ano Cristóvão Colombo testou, inspirado nas cartas do florentino Toscanelli ao rei de Portugal em 1472.
Desde cedo os portugueses valorizaram o conhecimento empírico, instando os navegadores a registar todas as observações, que iam inscrevendo metodicamente em portulanos. A partir de 1485 iniciaram o registo das latitudes, um avanço crucial na história da navegação. Tal foi conseguido pela navegação astronómica, cruzando os dados das tábuas astronómicas de Abraão Zacuto com leituras feitas a bordo com o astrolábio, a balestilha e o quadrante.
Dada importância da navegação astronómica para o sucesso das navegações, uma instrução e exame básicos eram exigidos aos pilotos. Para tal foram escritos manuais de marinharia. O mais antigo, o Regimento do astrolábio e do quadrante (c.1493), regista leituras da latitude exactas até cerca de meio grau. A partir de 1500 a navegação no hemisfério Sul guiava-se pelo Cruzeiro do Sul, cujo regimento foi escrito por João de Lisboa em 1514.
Entre os tratados na astronomia, náutica e oceanografia destacam-se o Esmeraldo de Situ Orbis (1506) de Duarte Pacheco Pereira; o Tratado da Esfera baseado em Johannes de Sacrobosco(1537) do matemático e cosmógrafo real Pedro Nunes, que dava formação a navegadores e, entre outras obras, traduziu a Geographia de Ptolomeu. Entre 1538-1541 D. João de Castro, seu amigo e discípulo, demonstra o empenho na análise rigorosa da realidade, numa antecipação da revolução científica. Entre as suas obras destacam-se três roteiros, entre eles o "Roteiro do Mar Roxo"(1541), o único publicado, atribuindo-se-lhe ainda um "Tratado da Sphaera, por perguntas e respostas a modo de dialogo" e "Da Geographia por modo de Dialogo". Em 1555 Fernão de Oliveira escreve a "Ars nautica" (c.1570), primeiro tratado enciclopédico mundial sobre navegação, guerra e construção naval e o "Livro da fábrica das naus" (c.1580).
Pedro Nunes, um dos primeiros europeus a aplicar a matemática à cartografia, descobriu o conceito de loxodrómia, mais tarde aplicado na "projecção de mercator" que em 1569 revolucionou a cartografia. Foi também inventor de vários aparelhos de medida, incluindo o nónio, para medir frações de grau. E terá influenciado Christopher Clavius, que divulgou a sua obra. Pouco antes de morrer foi instado pelos enviados do Papa Gregório XIII a dar um parecer sobre a reforma do calendário juliano.
Os portulanos portugueses tiveram grande procura na Europa. Apesar de protegido como segredo de estado, o conhecimento cartográfico acabava por ser transmitido clandestinamente por alguns dos envolvidos na exploração. São exemplos conhecidos o planisfério de Cantino, "roubado" para o duque de Ferrara em 1502, e os mapas produzidos em Dieppe entre 1540-60, comissionados por poderosos patronos como Henrique II de França e Henrique VIII de Inglaterra, .
Em 1507 Martin Waldseemüller e Matthias Ringmann publicam na Lorena (França) o famoso mapa-mundi Universalis Cosmographia acompanhado do livro Cosmographiae introductio, que explica, entre outras coisas, o nome de América para o então denominado "Novo Mundo", tendo como apêndice uma tradução latina das quatro jornadas do navegador florentino Américo Vespúcio, integrando vários conhecimentos de origem portugueses.
o flamengo Johann Ruysch, que também serviria D. Manuel I, publicou o segundo mapa impresso na história com informações sobre o Novo Mundo. Em 1519, Pedro Reinel e Jorge Reinel, Lopo Homem e o miniaturista António de Holanda compilaram o conhecimento português no sumptuoso Atlas Miller, possivelmente um presente de D. Manuel I para Francisco I de França.
Com a chegada à Índia foram enviados ao oriente especialistas para estudar e compilar novas plantas medicinais e drogas entre as "especiarias". O boticário Tomé Pires e os médicos Garcia de Orta e Christobal Acosta, recolheram e publicaram trabalhos sobre as novas plantas e medicamentos locais. Os dois últimos logo foram traduzidos para latim pelo médico e botânico flamengo Carolus Clusius.
Portugueses revelaram os limites das informações fornecidas por Ptolomeu, Plínio, o Velho e outras fontes clássicas, mas também abriram o imaginário europeu para novas possibilidades. A Utopia de Thomas More foi inspirado em parte pela descoberta do Novo Mundo.

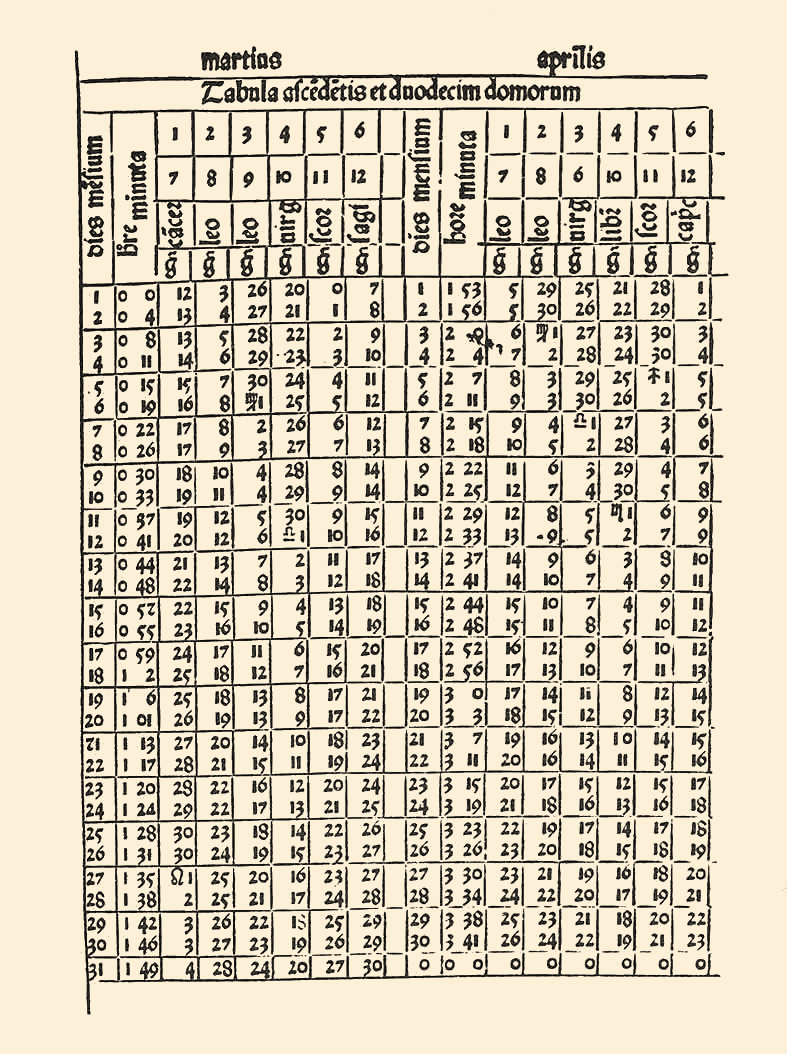
Tábua astronómica do Almanach Perpetuum de Abraão Zacuto, 1496
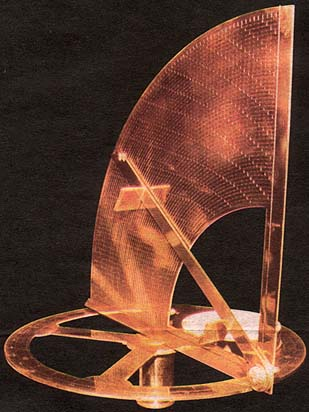
Nónio original de Pedro Nunes
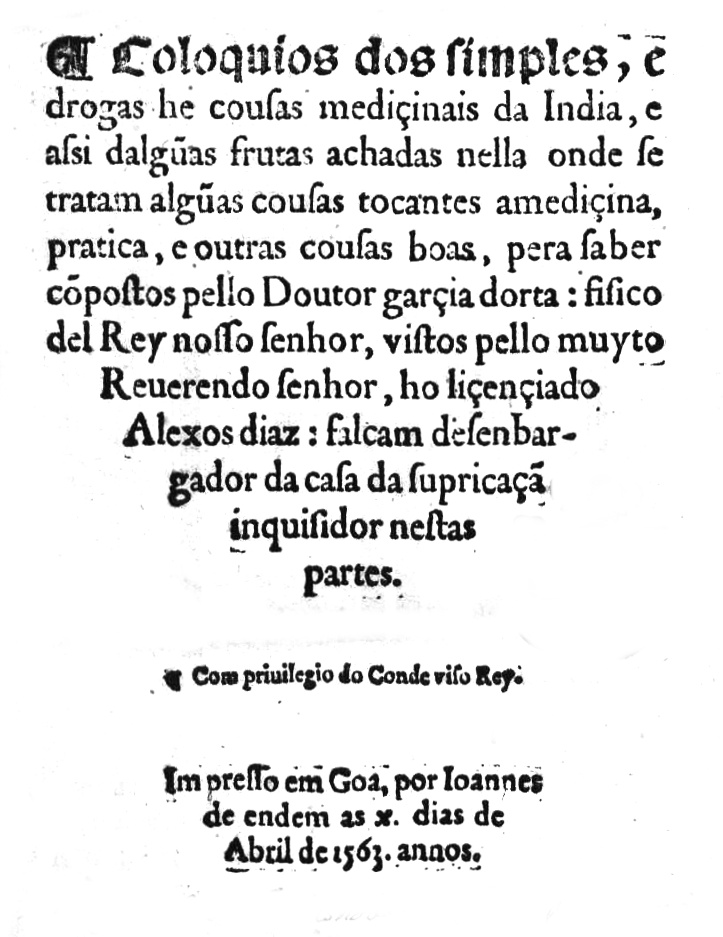
Frontispício do Colóquio dos Simples de Garcia de Orta. Goa, 1563
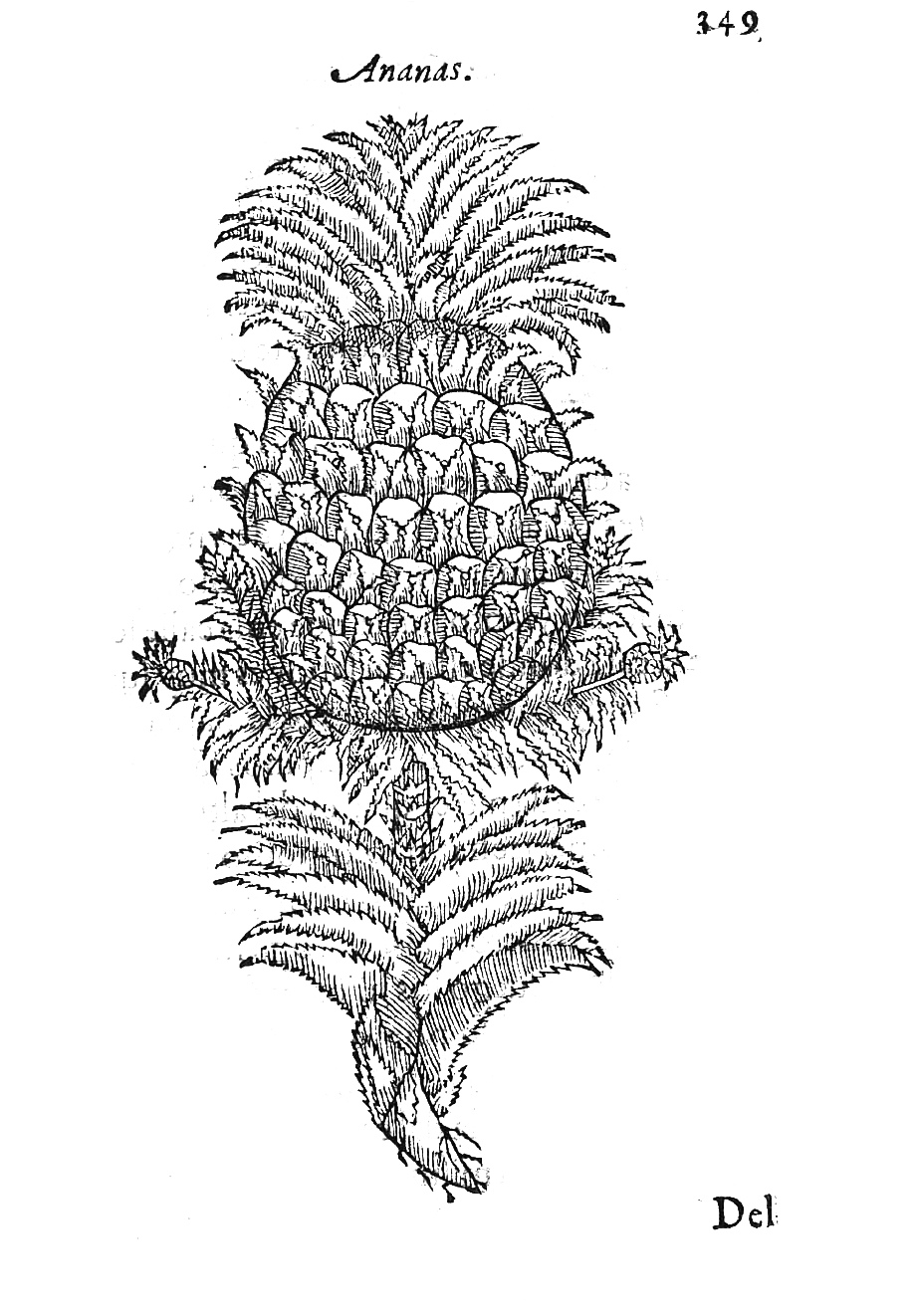
Ananás por Cristóvão Acosta no Tractado de las drogas, y medicinas de las Indias Orientales, Burgos, 1578

## Artes

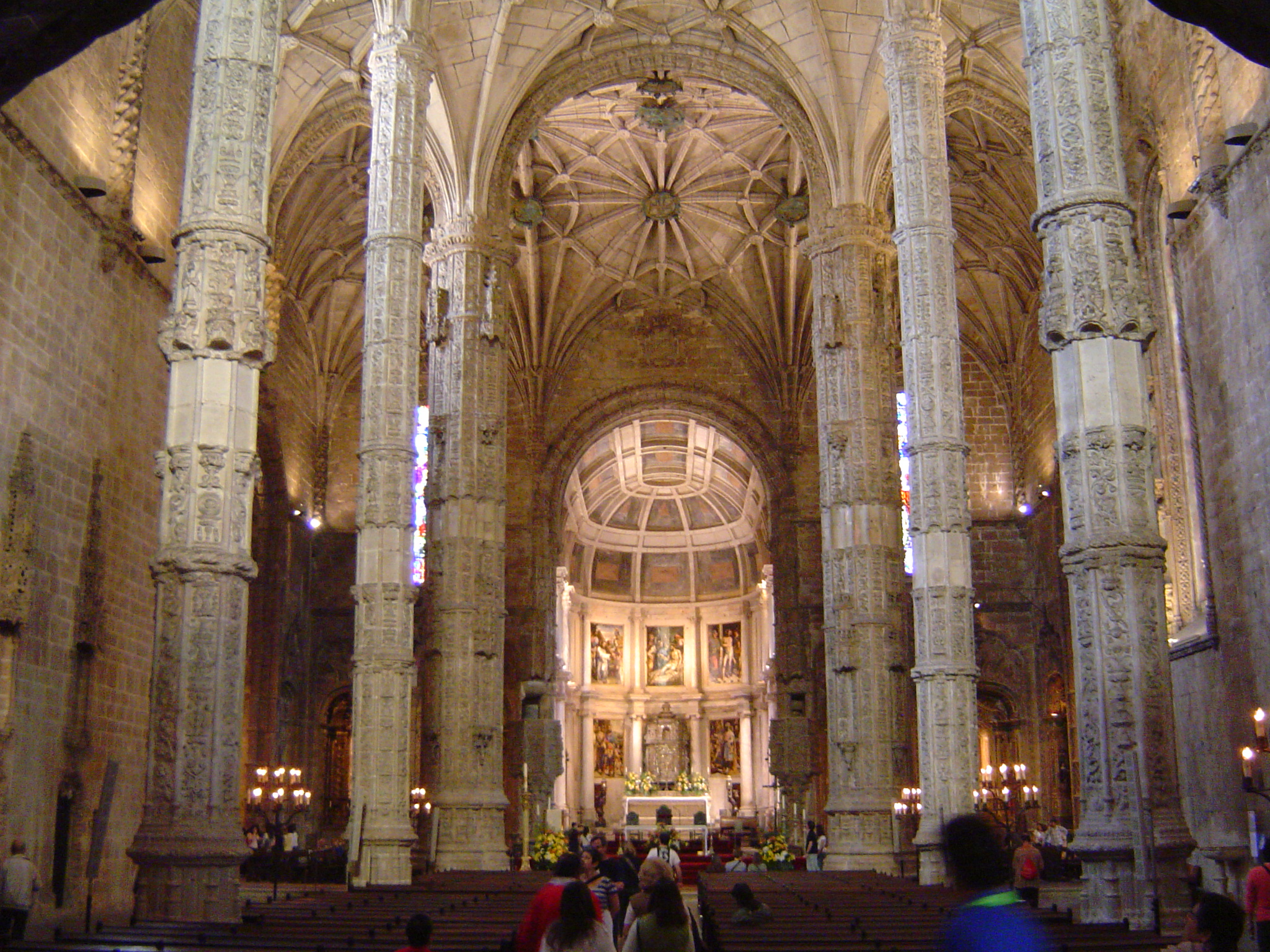
Nave, Mosteiro dos Jerónimos (1502-1520) Diogo Boitaca e João de Castilho, Lisboa

O "Renascimento" na arte em Portugal é matéria de disputa historiográfica, pois apesar do grande florescimento nas artes, não seguiu estritamente os padrões estéticos classicistas, como o italiano. O Renascimento português, para além do seu cunho próprio, nasce, principalmente na arte, da mistura do estilo gótico final com as inovações do século XV.
Até meados do século XVI, a pintura portuguesa foi vista como uma sobrevivência do Gótico nórdico. Uma mudança mais nítida em direção ao modelo italiano só começa a se fazer notar por volta de 1540, quando o classicismo rigoroso da Alta Renascença já havia desaparecido e a tendência dominante na Itália já era o Maneirismo. Desta forma, para alguns autores, ocorre em Portugal um salto do Gótico tardio para o Maneirismo, sem traços renascentistas autênticos significativos.

### Arquitetura e escultura
Na arquitetura, os lucros do comércio de especiarias nas primeiras décadas do século XVI financiaram um estilo de transição sumptuoso, mais tarde nomeado manuelino dado ter sido no reinado de Manuel I, que a maioria dos edifícios foi iniciada. O Manuelino mescla o gótico final com elementos da renascentistas, a influência dos estilos contemporâneos plateresco, isabelino, e elementos mudéjares. Distingue-se pela decoração luxuriante, com motivos naturalistas marinhos, cordas e uma rica variedade de animais e motivos vegetais. Remonta ao crescente gosto pelo exotismo, desde o início da expansão.
O primeiro edifício conhecido em estilo manuelino é o Mosteiro de Jesus de Setúbal de (1490-1510) do arquitecto Diogo Boitaca, considerado um dos criadores do estilo, que colaborou com o escultor francês Nicolau de Chanterene. A nave da igreja, apoiada em colunas em espiral, revela a tentativa de unificar o espaço interior que atinge seu clímax na igreja do Mosteiro dos Jerónimos, terminada em 1520 pelo arquitecto João de Castilho.

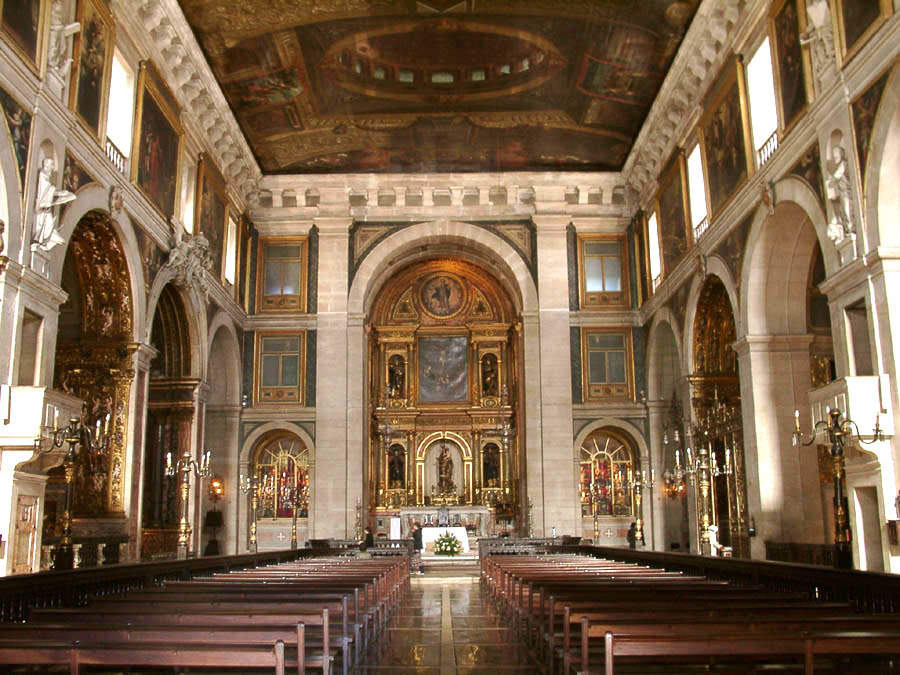
Igreja de São Roque (Lisboa) (1555) traça renascentista de Afonso Álvares e maneirista de Filipe Terzi

O mesmo acontece na Sé da Guarda, nas igrejas paroquiais de Olivença, Freixo de Espada à Cinta, Montemor-o-Velho e outros. Surgem também portais elaborados com colunas em espiral, nichos e e motivos renascentistas e gótico, como no Mosteiro de Santa Cruz de Coimbra e a porta especiosa da Sé Velha de Coimbra.
A Torre de Belém de Francisco de Arruda e a janela do Capítulo do Convento de Cristo, são exemplos conhecidos do estilo manuelino, que se estende a outras artes, como a iluminura e ourivesaria (custódia de Belém).
O austero classicismo renascentista não prosperou em Portugal. Introduzido a partir da década de 1530 por arquitetos estrangeiros, evoluiu de forma natural, mas lenta, para o maneirismo. Francisco de Holanda no livro "Diálogos sobre a Pintura Antiga", disseminou os seus fundamentos.
A Ermida de Nossa Senhora da Conceição (Tomar), de João de Castilho (terminada por Diogo de Torralva) é um bom exemplo do estilo renascentista puro em Portugal. A pequena igreja do Convento do Bom Jesus de Valverde, em Évora, atribuída a Miguel de Arruda e construída por Manuel Pires, é outro. Da arquitectura civil renascentista são exemplos a casa dos bicos de 1523 e o palácio da Bacalhoa.
Testemunhos maiores deste estilo são a Igreja de São Roque (Lisboa), iniciada em 1555 por Afonso Álvares, um dos poucos grandes edifícios lisboetas que sobreviveu ao terramoto de 1755, e o magnífico Claustro de D. João III, de dois pisos, no Convento de Cristo em Tomar iniciado por Diogo de Torralva em 1557. Concluídos anos mais tarde por Filipe Terzi, ambos viriam a evoluir para o maneirismo, de que o claustro é considerado um dos mais importantes exemplos portugueses.

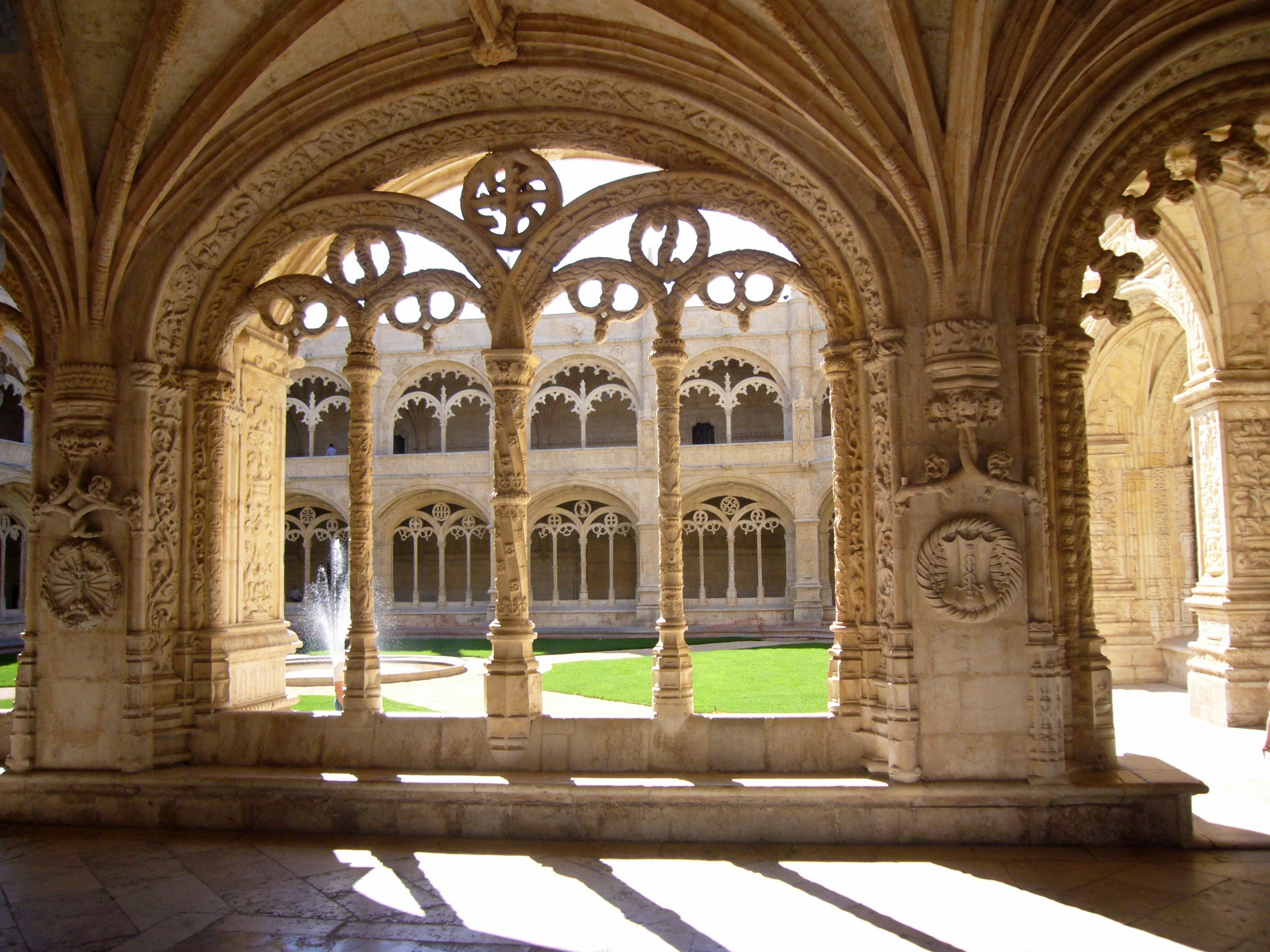
Claustro do Mosteiro dos Jerónimos, Lisboa
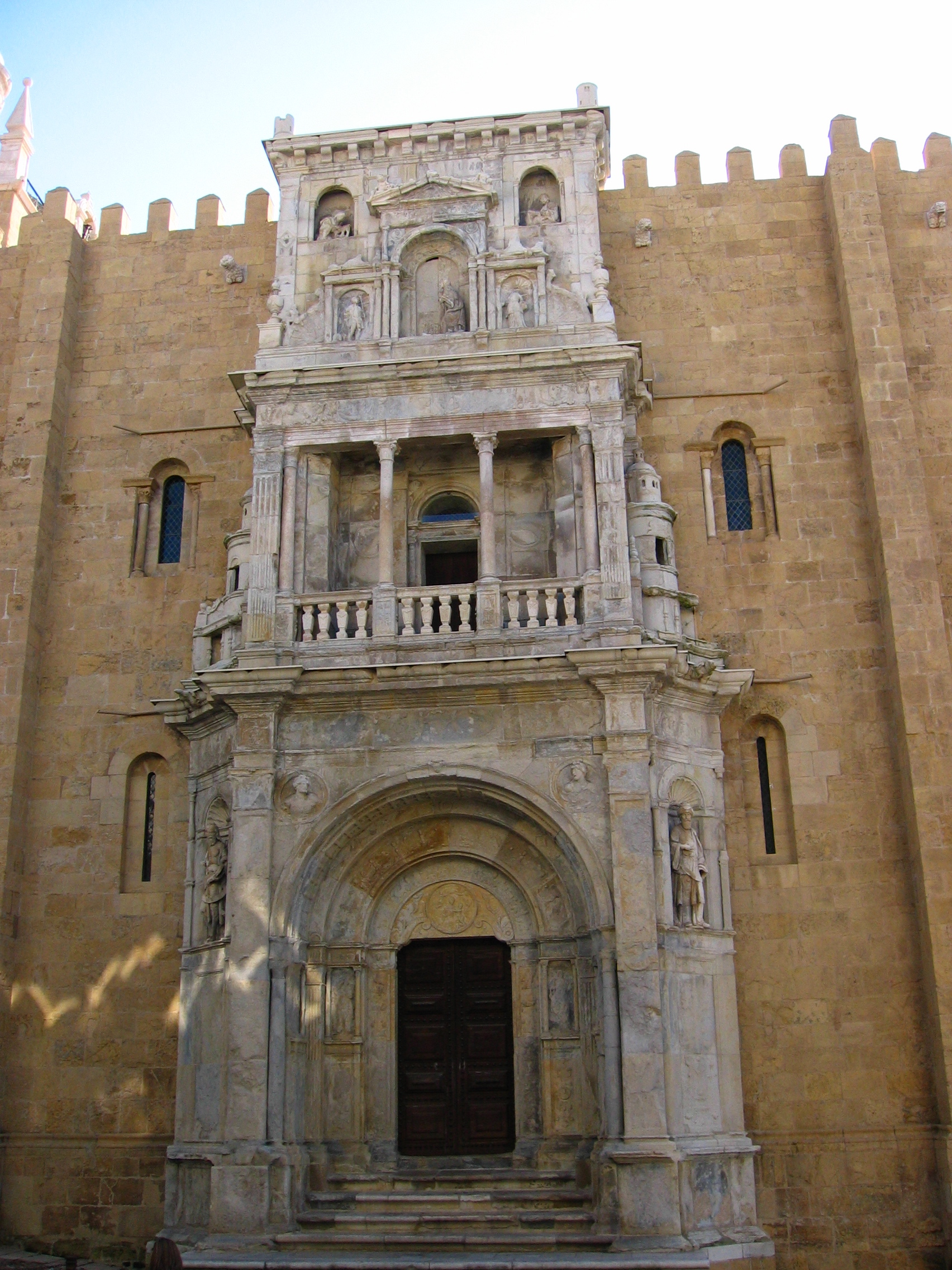
"Porta especiosa" da Sé Velha de Coimbra (1530), João de Ruão, Coimbra
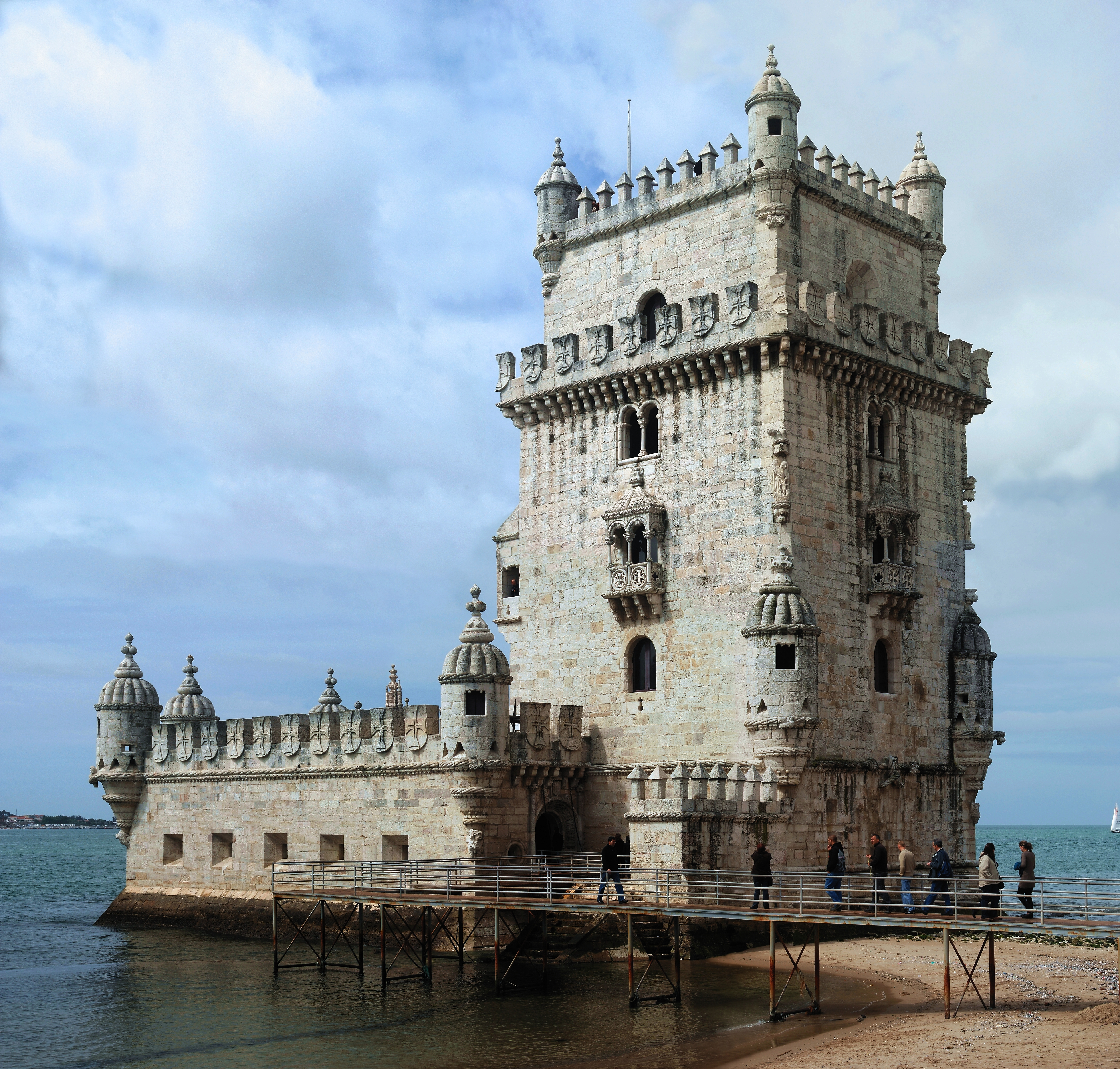
Torre de Belém (1514-1520), Francisco Arruda, Lisboa
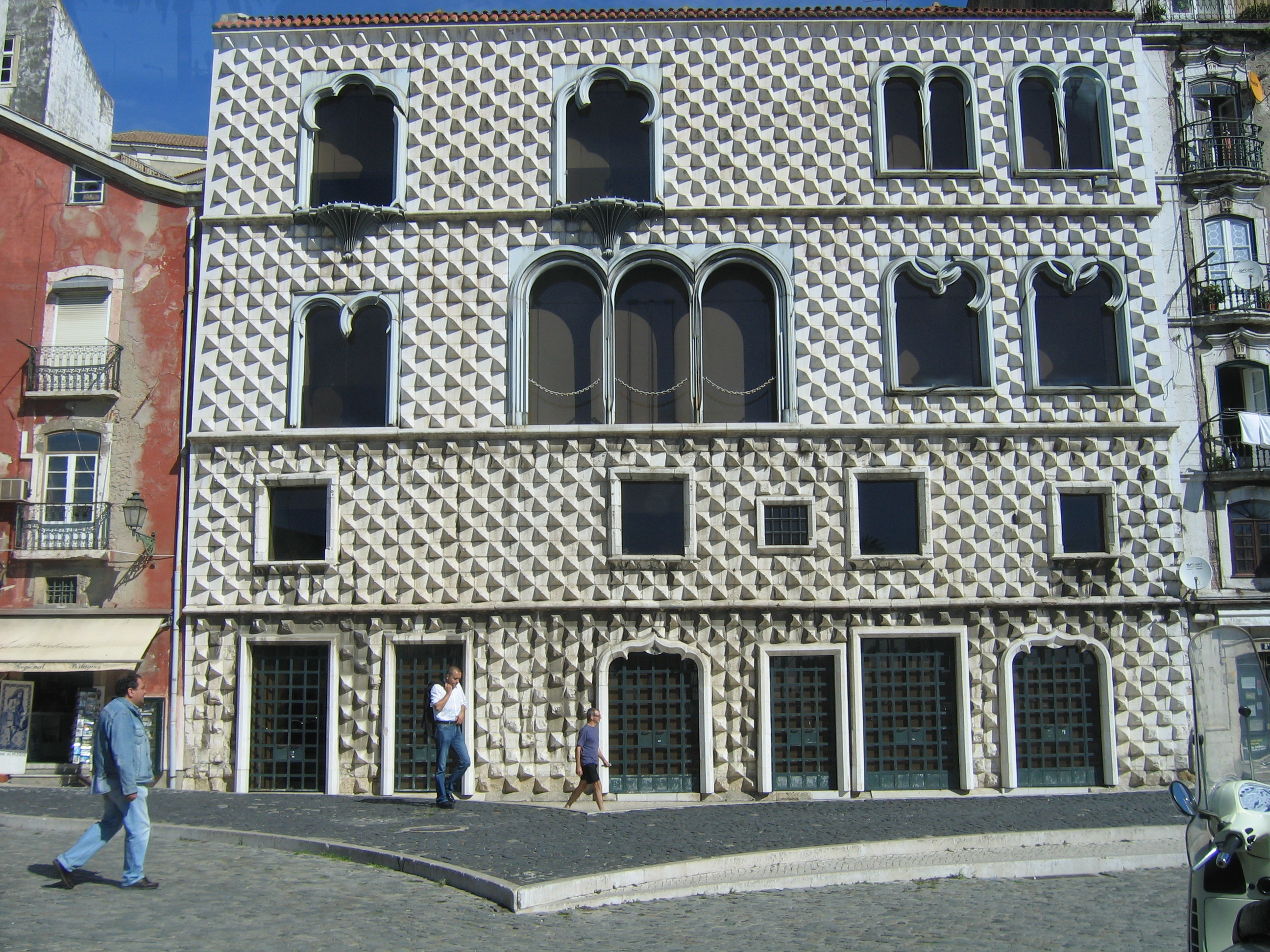
Casa dos bicos, 1523, Lisboa
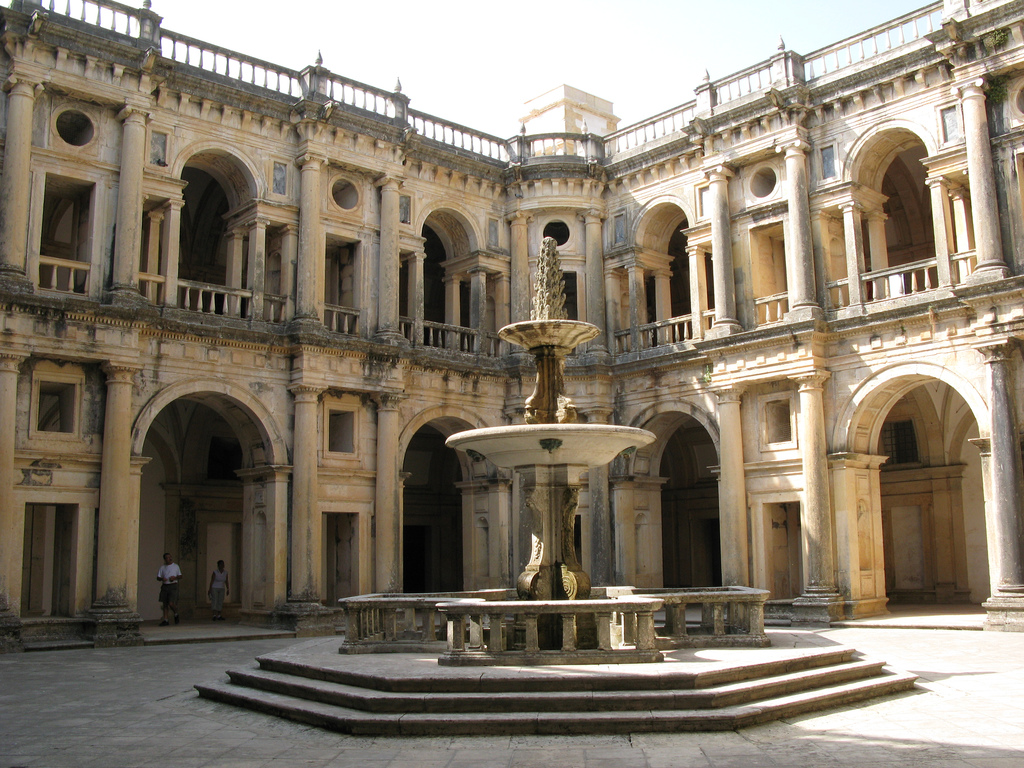
Claustro de D. João III, no Convento de Cristo em Tomar

### Pintura

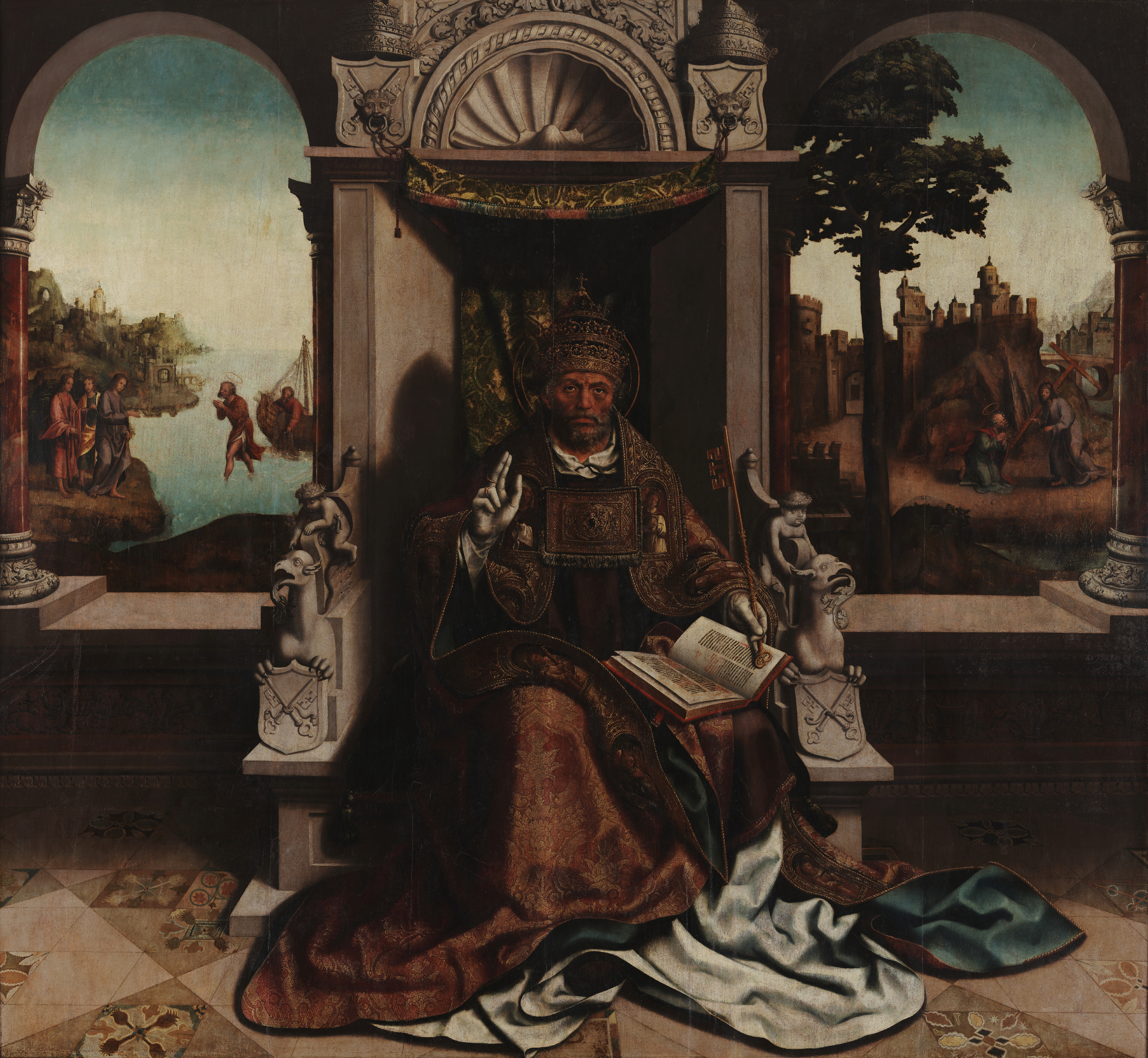
Detalhe do São Pedro pontífice, Vasco Fernandes, c.1506, Museu Grão Vasco, Viseu

Na pintura o Renascimento chega por influência do Renascimento nórdico. Desde meados do século XV a pintura entra numa fase de grande prestígio, com a importação de arte flamenga, disputando as melhores obras e os melhores artistas, cujo ritmo de produção é elevadíssimo.
Em 1430 Portugal estreitou os contactos com a Flandres, com o casamento de Isabel de Portugal com Filipe III, Duque de Borgonha. Na missão diplomática que negociou o casamento foi enviado o pintor Jan van Eyck, para fazer o retrato da princesa. Van Eyck permaneceu no país por mais de um ano, fazendo escola na arte portuguesa junto com conterrâneos seus como Olivier de Gand e Jean d'Ypres. Nos Açores nasce a Escola dos Mestres da Sé.
Nuno Gonçalves, a quem são atribuídos os Painéis de São Vicente de Fora de 1470-1480 e, por vezes, o desenho das contemporâneas tapeçarias de Pastrana, é considerado um dos precursores da pintura renascentista em Portugal. No políptico retrata figuras proeminentes da sociedade da época com um estilo seco mas poderosamente realista, com a preocupação de retratar cada figura individualmente, influência da escola flamenga.
No início de quinhentos vários grupos de pintores estão ativos, em colaboração com estrangeiros. Muitos permanecem anônimos, tornando difícil a atribuição da autoria. Mesmo entre os que deixaram seus nomes registrados a atribuição de autoria é complexa, pelo hábito de trabalho coletivo. Um desses grupos reuniu-se em torno do pintor da corte Jorge Afonso. Nele participaram os flamengos Francisco Henriques e Frei Carlos, além de Cristóvão de Figueiredo, Garcia Fernandes, Gregório Lopes e Jorge Leal, entre outros. No norte, um grupo menor com Vasco Fernandes e seus colaboradores, como Gaspar Vaz e Fernão de Anes.
O centro maior, porém, foi Lisboa, privilegiada por sua posição como grande entreposto comercial, aberta a um constante afluxo de novas informações e atuando como um centro irradiador de influência para o interior de Portugal. As obras desses mestres, praticamente todas no gênero sacro, de um modo geral se caracterizam, no entender de Manuel Batoréo, por apresentarem um "… sentido humanista de representação narrativa onde a perspectiva traz nova dinâmica à função da (…) arte religiosa, que é a única de que temos testemunho na primeira metade do século XVI. E é natural que assim seja, por ser aquela que responde à mentalidade da época, decorrente não apenas dos circunstancialismos económicos e políticos mas ainda, e como consequência desses mesmos circunstancialismos, de uma agudização da consciência da mortalidade na sociedade do tempo?".
Em Coimbra, localizava-se uma oficina (Escola de Coimbra) cujos maiores pintores foram Vicente Gil e o seu filho Manuel Vicente.
Prossegue a tradição das iluminuras: a Bíblia dos Jerónimos, de 1494, realizada por encomenda expressa de D.Manuel I ao italiano Attavanti Gabriello di Vante e seus assistentes, constitui o primeiro marco da predileção manuelina pelo belo e o luxo. Dessa Bíblia Paolo d´Ancona disse ser "a obra mais sumptuosa de quantas sairam das oficinas florentinas do século XV". Destaca-se o trabalho de António de Holanda, co-autor das ilustrações do Livro de Horas de D. Manuel (1517-1538). Os artistas da tradição manuelina frequentemente incorporaram ornamentos e elementos classicistas em suas pinturas, mas de uma forma decorativa e não essencial.
Francisco de Holanda na década de 1540, tendo concluído seus estudos na Itália, introduz uma nota nova, classicista e italianizante, na pintura portuguesa. Desde cedo manifestou um gosto pela arqueologia, dizendo de si mesmo: "Fui o primeiro que n'este Reino louvei e apregoei ser perfeita a antiguidade, e não haver outro primor nas obras, e isto em tempos que todos quasi querião zombar d'isso, sendo eu moço e servindo ao Infante D. Fernando e ao Sereníssimo Cardeal D. Afonso meu Senhor. E o conhecer isso me fez desejar de ir ver Roma…".

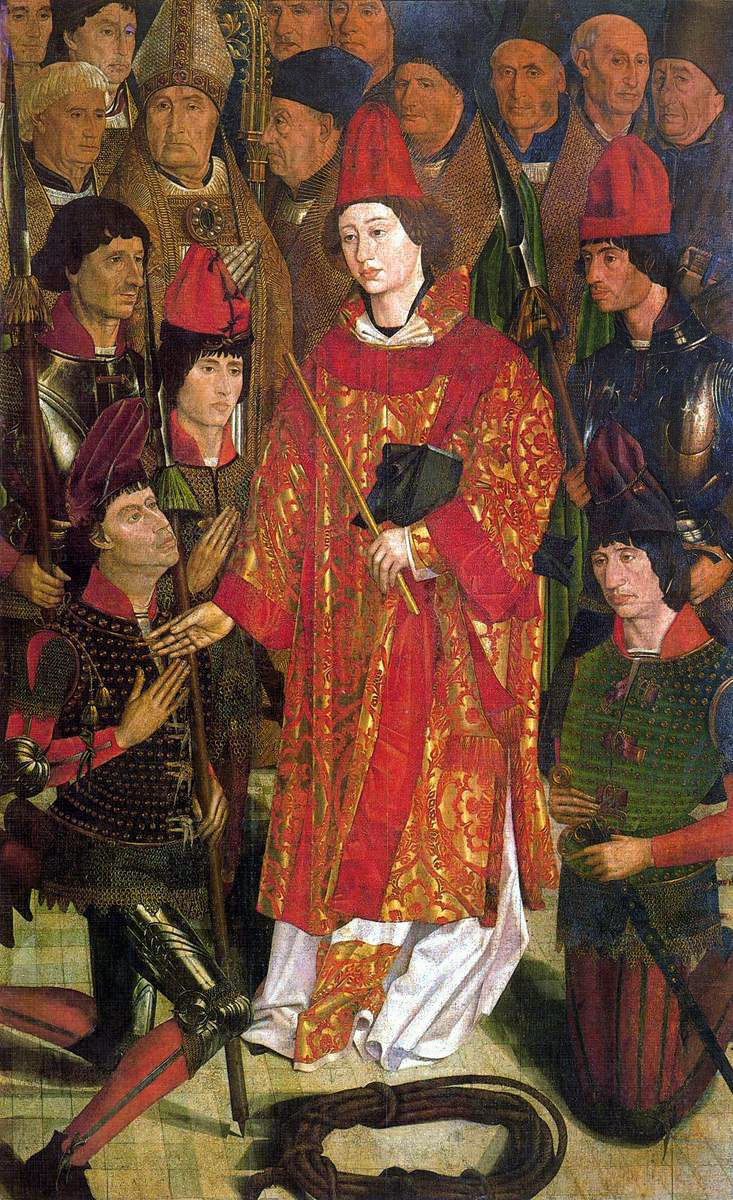
Painéis de São Vicente de Fora, Nuno Gonçalves, c.1480, Lisboa
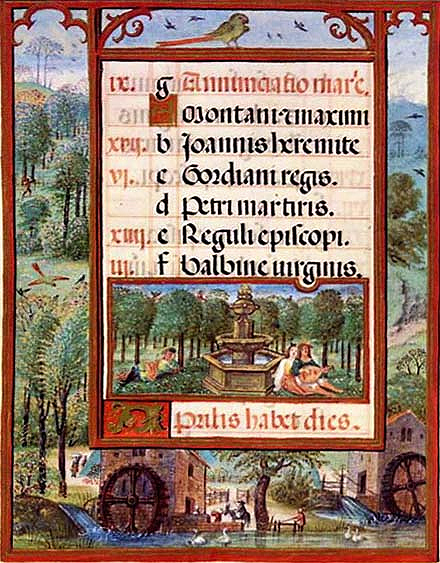
Livro de Horas de D. Manuel, 1517-1538, decorado em parte por António de Holanda
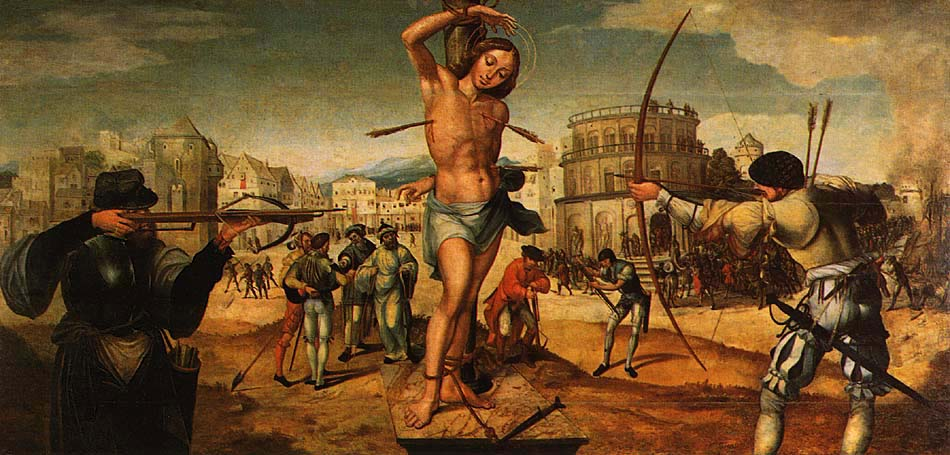
Martírio de São Sebastião, Gregório Lopes, c.1536. Museu Nacional de Arte Antiga
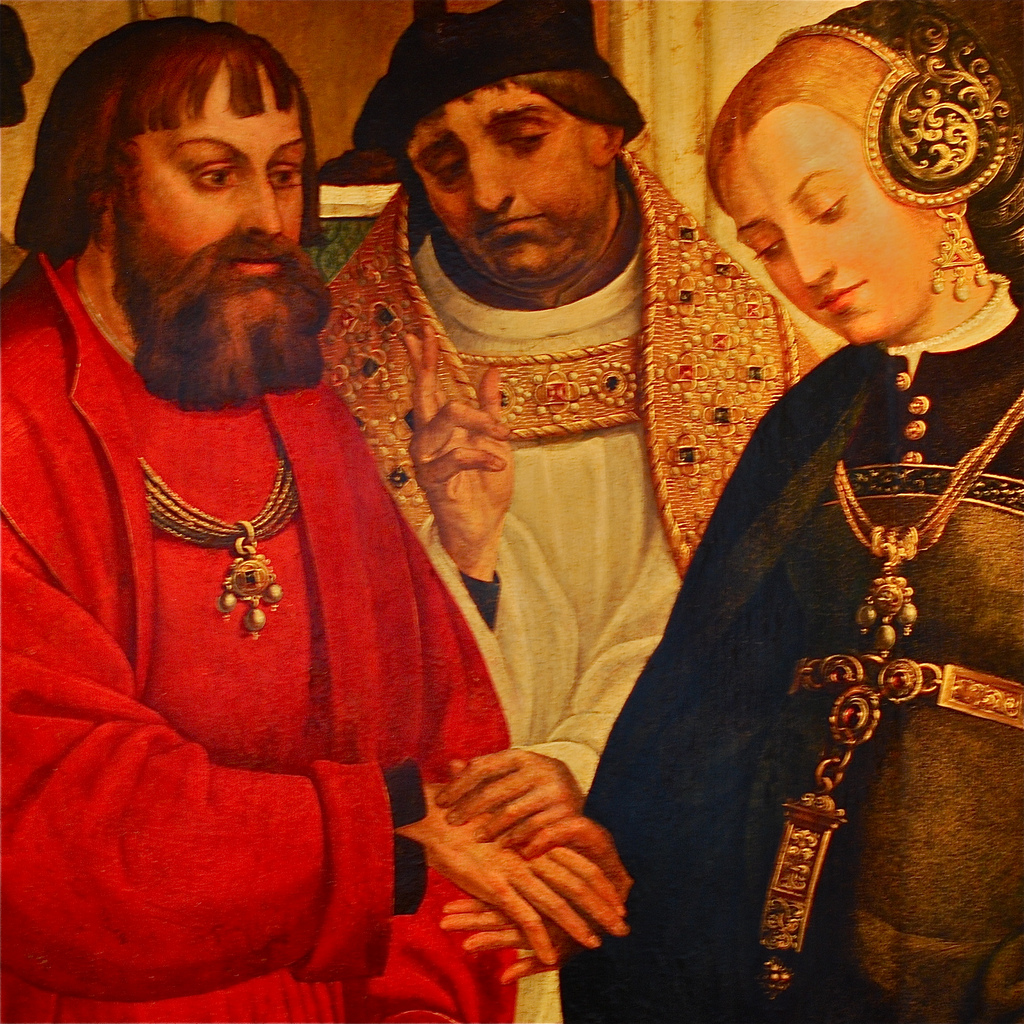
Casamento de Santo Aleixo, 1541, Garcia Fernandes, pormenor

#### Artistas
| - Jan van Eyck - Olivier de Gand - Jean d'Ypres - Attavante degli Attavanti - Francisco Henriques - Frei Carlos - Cristóvão de Figueiredo - Garcia Fernandes - Gregório Lopes | - Jorge Leal - Vasco Fernandes - Gaspar Vaz - Jorge Afonso - Manuel Vicente - António de Holanda - Francisco de Holanda - Vicente Juan Masip |  |

### Música

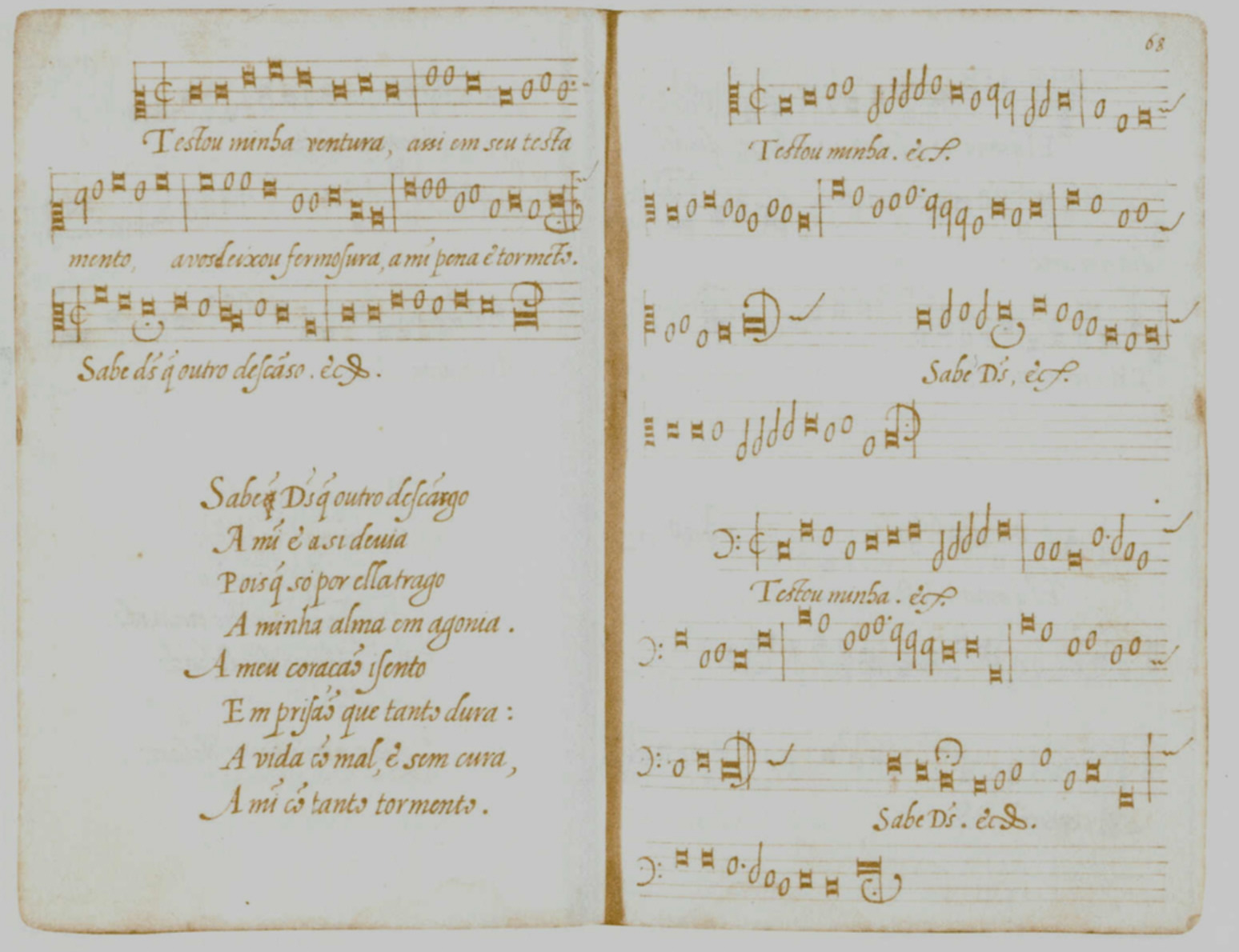
Cancioneiro de Elvas, c.1560

Ao longo do século XVI os príncipes-cardeais D. Afonso e D. Henrique, filhos de D. Manuel I, imposeram uma liturgia magnífica nas catedrais por si administradas. D. Afonso atraiu para a catedral de Évora músicos de qualidade, como Mateus de Aranda (chamado em 1544 para lecionar música na Universidade de Coimbra) e Pedro de Escobar, cantor de capela de Isabel a católica, que veio como Mestre de Capela. Foi o autor da mais antiga peça polifónica de um autor português (um Magnificat a três-vozes), bem como o tratamento polifônico mais antigo de um Requiem na Península Ibérica. D. Afonso fundou também uma escola para meninos do coro, permitindo estudar depois da mudança de voz; muitos destes jovens tornaram-se músicos profissionais. A escola Évora formou músicos de alto padrão por mais de 150 anos, como Filipe de Magalhães, Manuel Mendes e Duarte Lobo Além de Évora, destacaram-se Braga e Coimbra. A versão mais antiga de uma missa por um autor Português é de um Cantor da catedral de Coimbra, Fernão Gomes Correia (1505-1532).
Da música profana nos períodos renascentista são testemunhos quatro cancioneiros: o Cancioneiro de Elvas, uma das fontes mais importantes da Península Ibérica, com obras em português e castelhano, o Cancioneiro de Lisboa, Cancioneiro de Paris e o Cancioneiro de Belém. As formas poéticas são o vilancete, a cantiga e o romance. Os dois primeiros, semelhante ao francês virelai, geralmente dedicados à temática do amor, apesar da sátira e crítica social não estarem excluídas. Possuem um refrão e estrutura estrofes. O romance é dedicado a celebrar acontecimentos históricos, aplicando o mesmo texto musical a todas as estrofes do poema.

## Humanidades

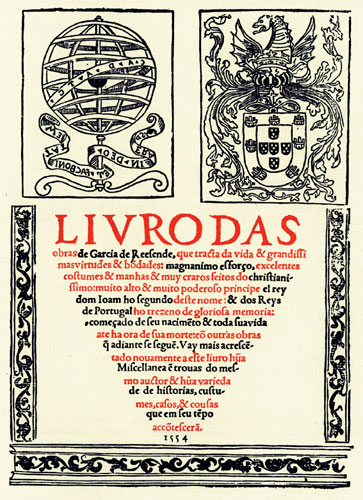
Obras de Garcia de Resende, 1554, Miscelânea onde defende Gil Vicente como "pai do teatro português."

### Expansão da imprensa (prensa móvel)
Em Portugal, como na Europa, a imprensa (prensa móvel) teve um papel fundamental no renascimento. As primeiras prensas chegaram pela mão de tipógrafos judeus via Itália. O primeiro livro em língua portuguesa impresso em Portugal foi o Sacramental, de 1488, impresso em Chaves, seguido do Tratado de Confissom na mesma cidade. Embora a maioria dos livros impressos fosse sobre temas religiosos, o Almanach perpetuum de Abraão Zacuto, publicado e impresso em Leiria foi um dos quatro primeiros livros publicados em Portugal.
A partir de 1490 imprimiam-se livros em Lisboa, no Porto e em Braga. Apesar da expulsão dos judeus ordenada em 1495 por D. Manuel I, tipógrafos como Abraão Usque, a partir de itália, continuaram entre os tipógrafos e editores portugueses do renascimento, entre os quais se destacaram também o alemão Valentim Fernandes e Pedro Craesbeeck. Em 1514, tirando partido da nova tecnologia, D. Manuel I mandou imprimir uma nova legislação portuguesa, as Ordenações Manuelinas determinando a sua aquisição em todo o país.
A impressão de livros multiplicou os incunábulos, o romance, a novela, os almanaques e fez surgir a literatura de cordel, que popularizou autores como Gil Vicente.

### Língua portuguesa
O Renascimento produziu uma plêiade de poetas, historiadores, críticos, teólogos e moralistas que fizeram do século XVI uma idade de ouro. O grande número de palavras eruditas importadas do latim clássico e do grego arcaico durante o renascimento aumentou o léxico português e a complexidade da língua portuguesa. Considera-se o Cancioneiro Geral de Garcia de Resende o marco do fim do português arcaico e início do português moderno (do século XVI até ao presente).
A normatização da língua portuguesa foi iniciada em 1536, quando Fernão de Oliveira publicou a primeira gramática da língua portuguesa, a Grammatica da lingoagem portuguesa, em Lisboa, dedicada a D. Fernando de Almada. A obra do heterodoxo frade dominicano, diplomata, escritor e filólogo, marinheiro e tratadista naval em breve seria seguida.
Em 1540, João de Barros o distinto funcionário da coroa que fora tesoureiro da Casa da Índia, publicou a Grammatica da Língua Portuguesa e diversos diálogos morais a acompanhá-la, para ajudar ao ensino da língua materna. A Grammatica foi a segunda obra a normatizar a língua portuguesa, sendo considerada a primeira obra didática ilustrada no mundo A Grammatica possui parte dedicada a informar aos jovens aristocratas, a quem a obra se dirigia, também fundamentos básicos da Igreja Católica, contendo em seu bojo os sacramentos, os Dez Mandamentos e as preces principais (como o Pai-nosso e Ave-Maria).

Ilustrações
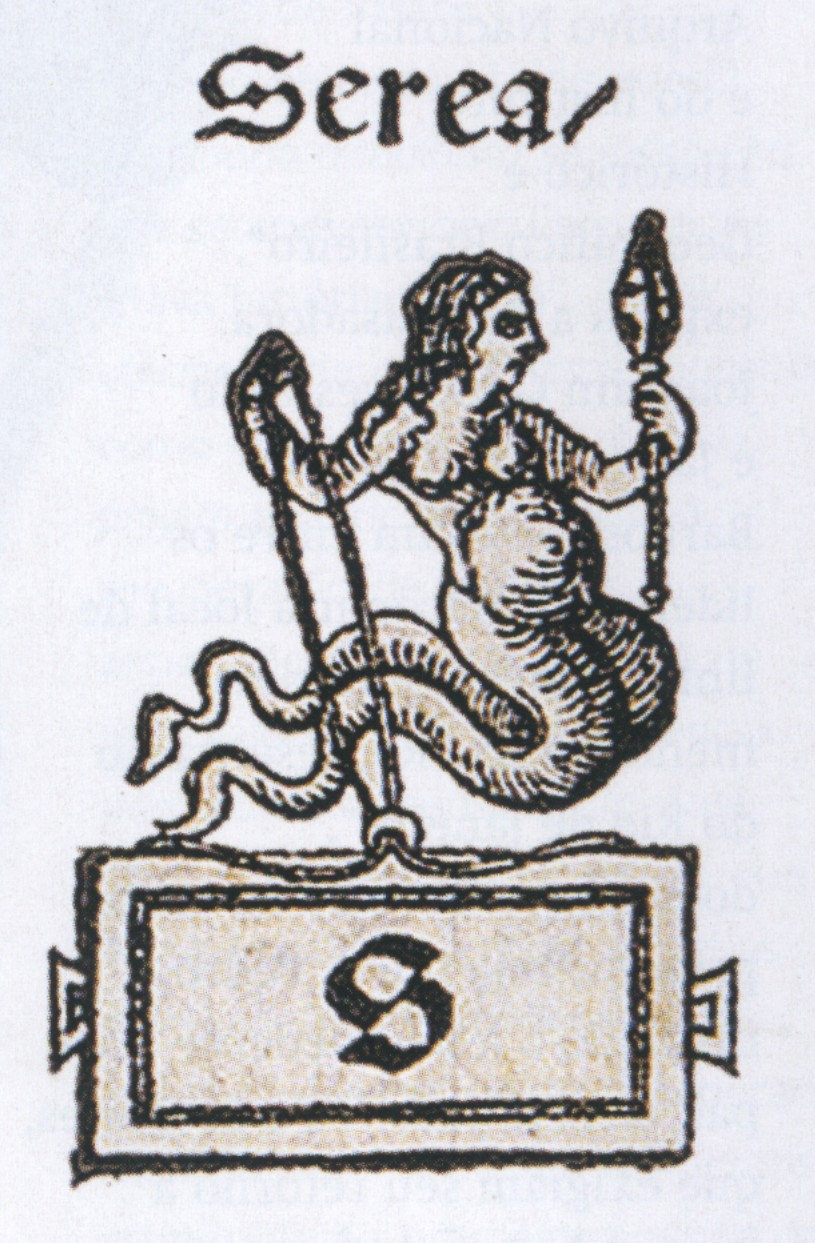
Letra S, "Serea"
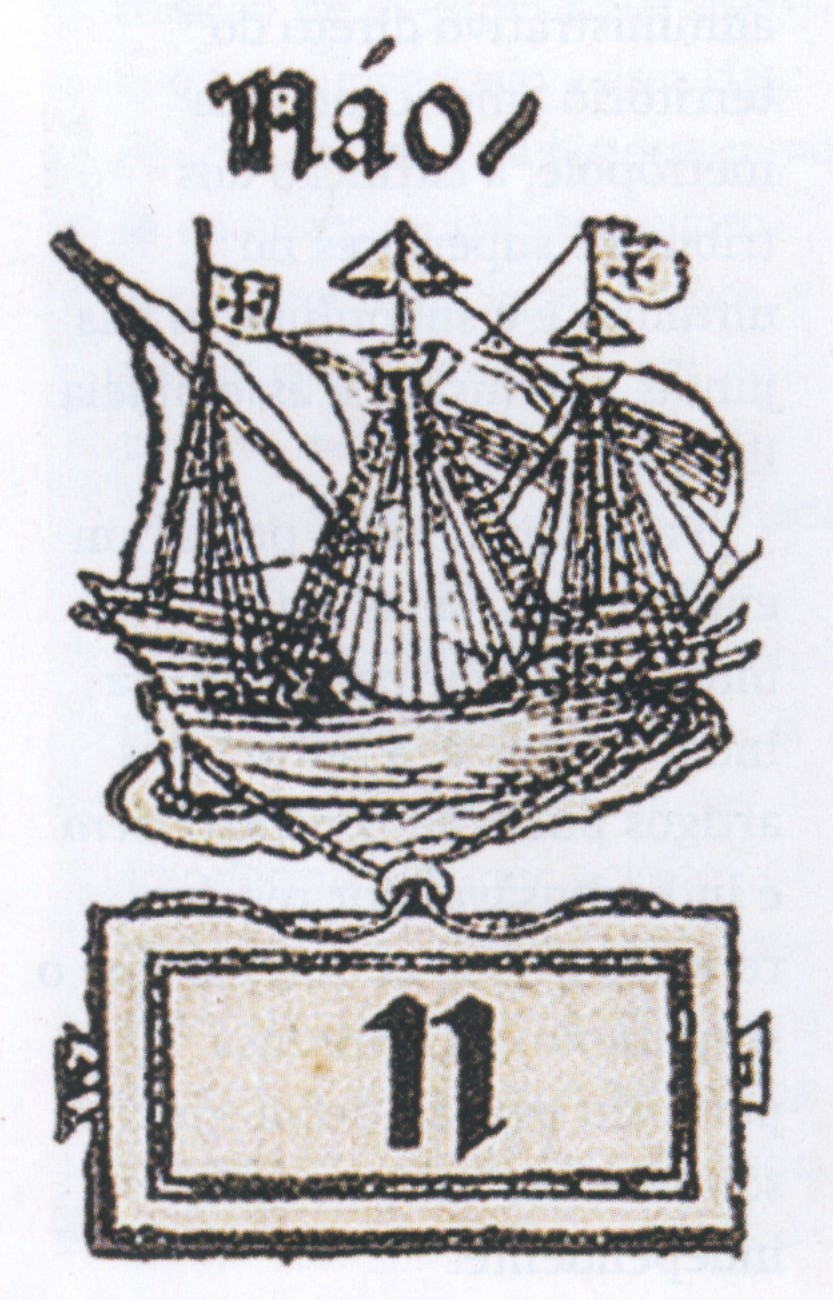
Letra N, "Náo"
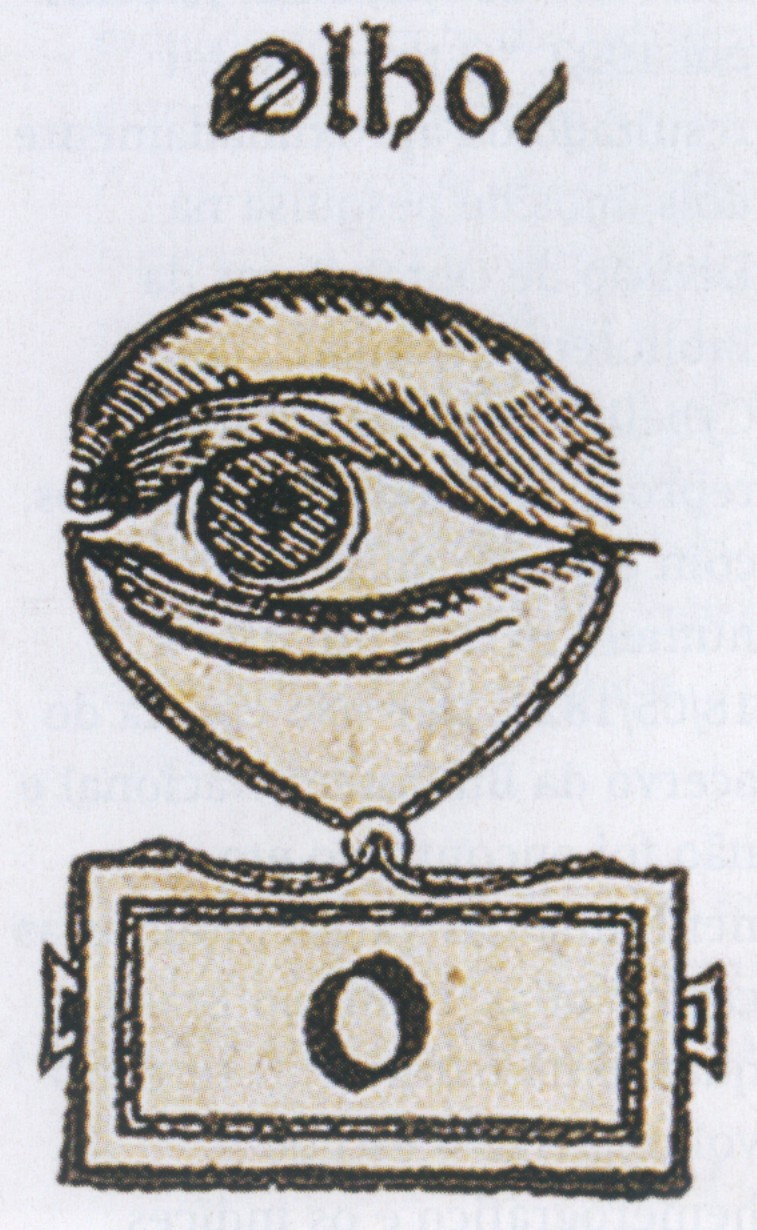
Letra O, "Olho"
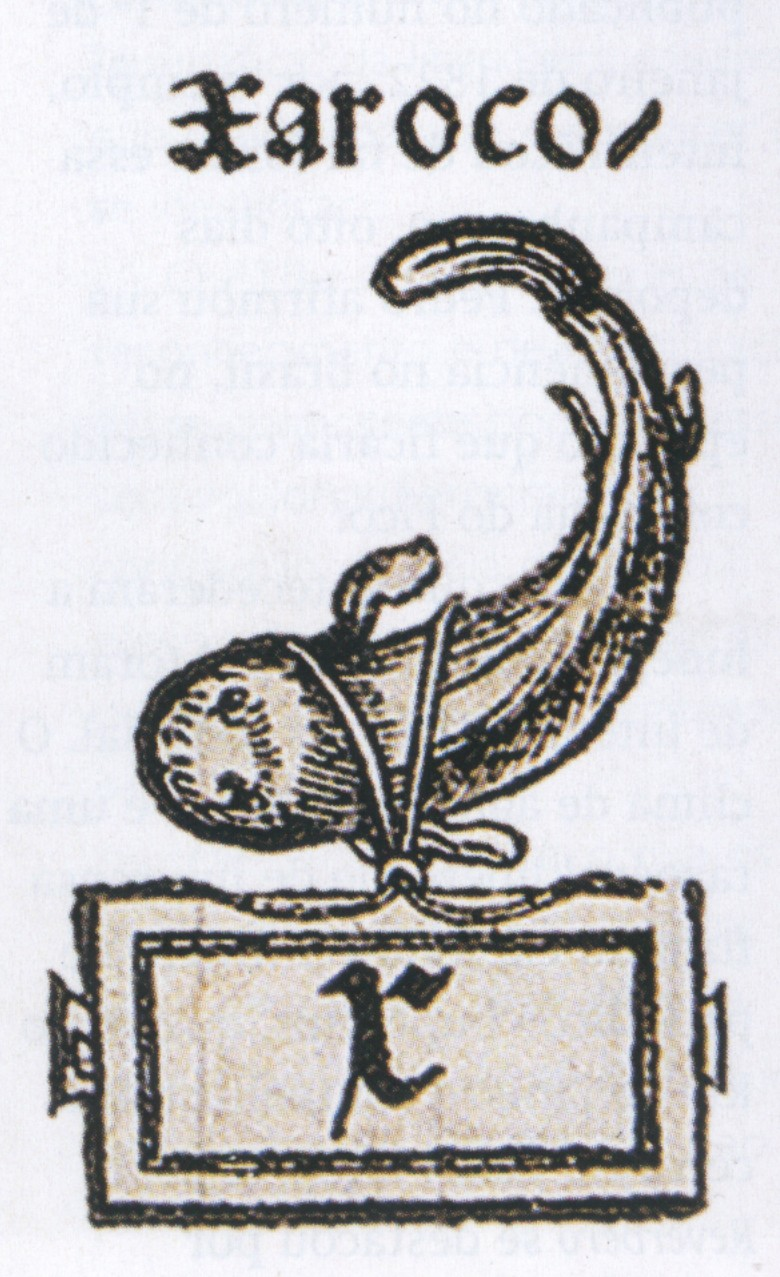
Letra X, "Xaroco"

### Literatura

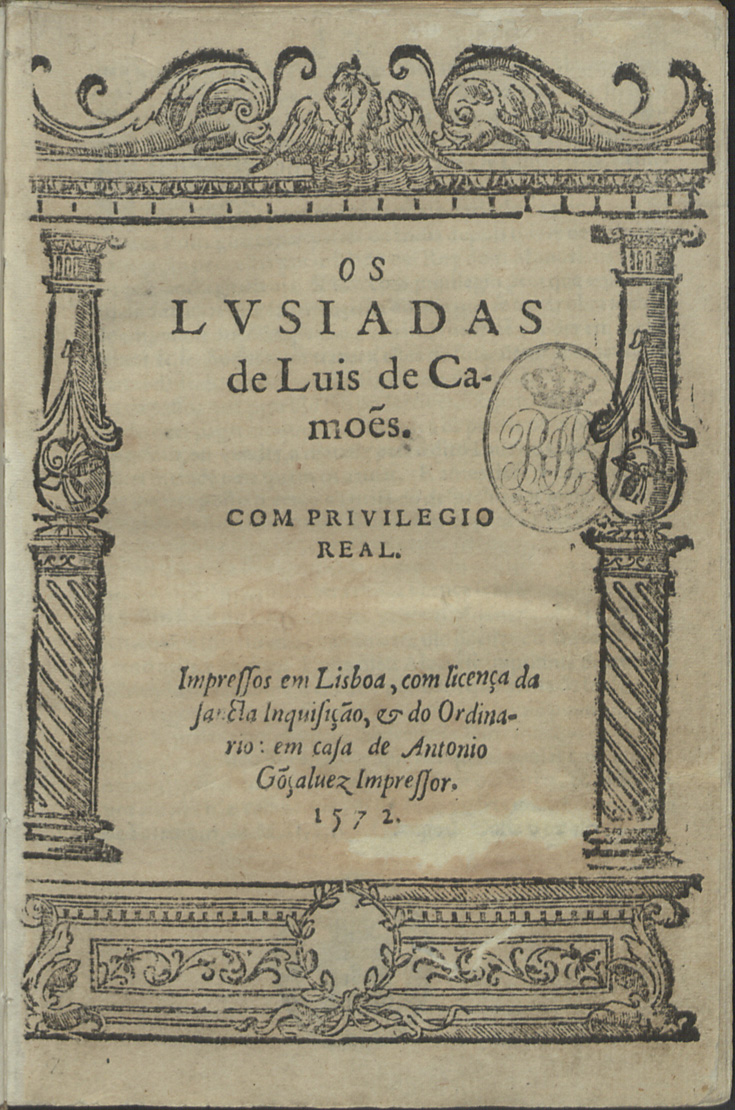
Os Lusíadas, edição de 1572

Em 1516 Garcia de Resende publicou o Cancioneiro Geral com obras de mais de 200 autores dos tempos de D. Afonso V e D. João II. Entre estes o próprio Resende, com as Trovas à Morte de Inês de Castro, e três nomes que mudaram o curso da literatura portuguesa: Sá de Miranda, Gil Vicente e Bernardim Ribeiro. O Cancioneiro Geral é considerado o marco do fim do português arcaico e início do português moderno (do século XVI até ao presente).
O século inicia-se com a introdução de novos géneros literários. Sá de Miranda, regressado de Itália em 1526, introduziu as formas da escola italiana: o soneto, a canção, a sextina, as composições em tercetos e em oitavas e os decassílabos. De 1502 até 1536, Gil Vicente escreveu e encenou quarenta e uma peças de dramaturgia em português e em castelhano - entre elas autos e mistérios de carácter devocional, farsas, comédias e tragicomédias- com que seria considerado o "pai do teatro português". Os seus textos satirizavam os novos tempos, de mudança das hierarquias sociais inflexíveis da Idade Média para a nova sociedade do renascentista, que subvertia a ordem instituída.
A novela pastoril foi introduzida na península ibérica por Bernardim Ribeiro em Menina e Moça de 1554, e nas éclogas de Cristóvão Falcão. Luís de Camões fundiu os elementos clássicos com elementos nacionais numa verdadeira épica culta nacional, em especial em Os Lusíadas, publicado em 1572.
Romances de cavalaria
Na prosa, o romance de cavalaria foi um fenómeno literário da Península Ibérica durante o século XVI, com uma enorme popularidade a contagiar a Europa. Completa idealização dos códigos medievais cavaleirescos, tinha como personagens princesas, donzelas e cavaleiros, e exaltava o cavalheirismo, as proezas, a lealdade e a ética cristã. O ciclo Amadis de Gaula (1508, versão castelhana de Montalvo) estabeleceu o paradigma do perfeito cavaleiro andante. Em Portugal destaca-se a Crónica do Imperador Clarimundo (1522), primeira obra impressa de João de Barros, sendo o mais famoso o Palmeirim de Inglaterra (1541) de Francisco de Morais, traduzido em castelhano, francês e italiano em 1553 e inglês em 1602. A popularidade destes romances foi tal, que influenciou a origem do nomes e povos "descobertos", como Patagónia e Califórnia. E levou Miguel de Cervantes a escrever Dom Quixote (1605), expoente do romance moderno da história da literatura.
Literatura de viagens
Em especial a literatura de viagem floresceu: João de Barros, Castanheda, António Galvão, Gaspar Correia, Duarte Barbosa, Fernão Mendes Pinto, entre outros, descreveram novas terras e foram traduzidos e divulgados pela nova imprensa. Após participar na exploração portuguesa do Brasil, em 1500, Amerigo Vespucci, agente dos Medici, cunhou o termo Novo Mundo.

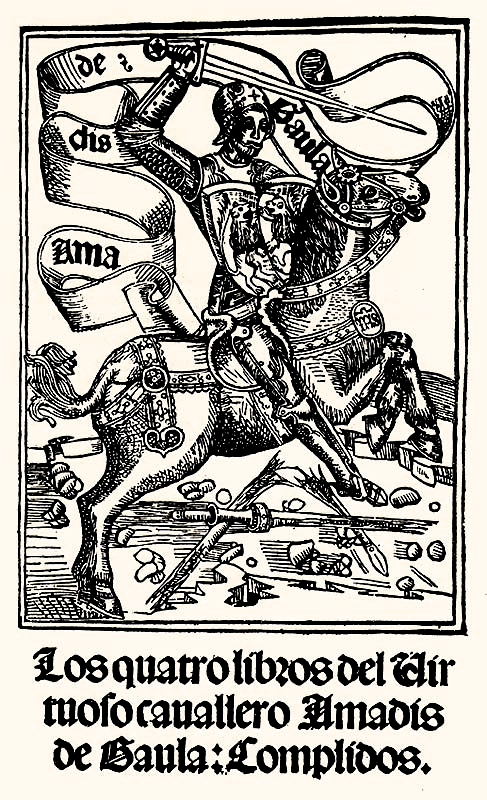
Amadis de Gaula Montalvo (1508).
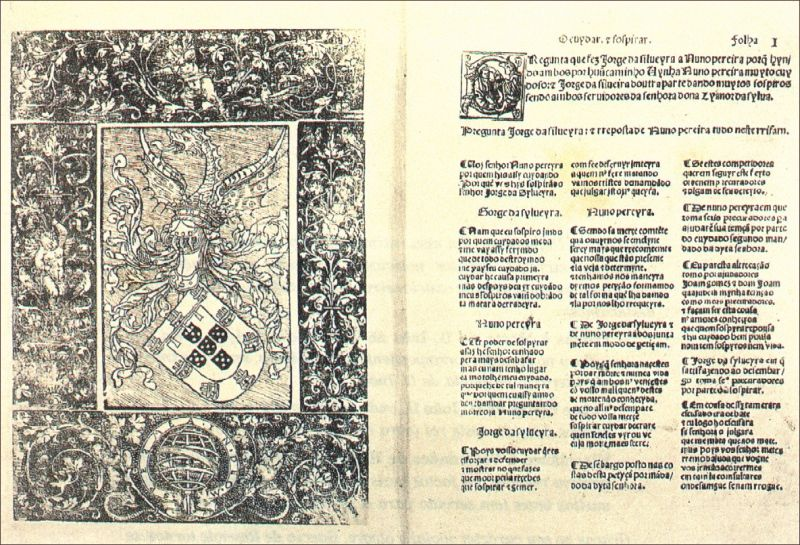
Primeira edição do Cancioneiro Geral de Garcia de Resende (1516).
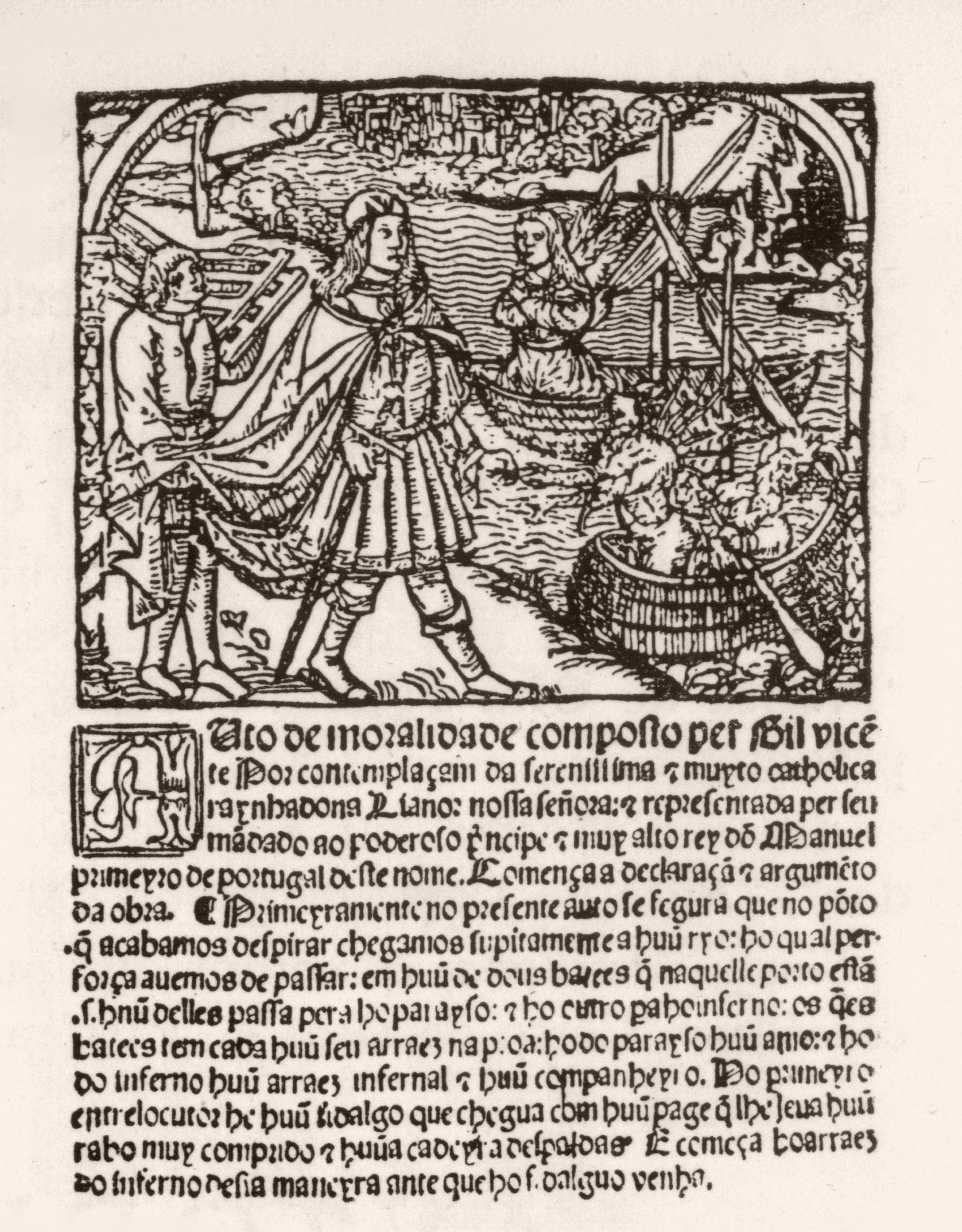
Edição original do Auto da Barca do Inferno de Gil Vicente (1516)
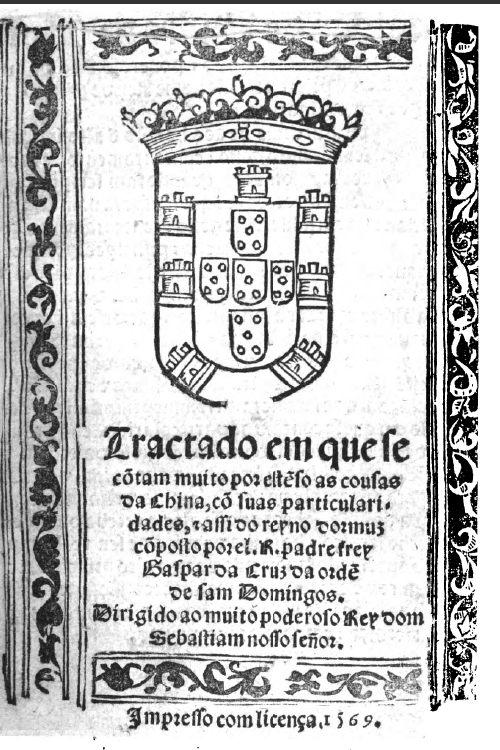
Tratado das Cousas da China Gaspar da Cruz (1569)
- Peregrinação de Fernão Mendes Pinto impresso em 1614

## Cultura Humanista
Diogo de Teive, André de Resende, Damião de Góis e Francisco de Holanda foram outros dos humanistas portugueses, que privaram com destacados vultos do Renascimento na Europa.
Holanda, humanista, pintor, arquiteto, historiador e teórico da arte. Em seu tratado Da Pintura Antigua (1548), expõe suas ideias sob a forma de diálogos fictícios com Michelangelo, com quem entrara em contato em Roma e por quem fora profundamente impressionado. Sua filosofia, influenciada pelo pensamento Neoplatônico italiano, via na pintura uma segunda Natureza, um espelho do gênio criativo de Deus, a quem considerava "O primeiro pintor". A arte assim não era tanto uma imitação da Natureza, mas uma nova Criação diretamente a partir da fonte divina, origem de todas as ideias e do mundo manifesto, e justamente por isso não necessitava primariamente agradar ao público, mas antes ao próprio artista. Ao mesmo tempo, sua concepção de história era toda apologética, estruturada por valores onde "todo o prestígio do mundo é evocado com o único fim de revelar e comprovar o valor e utilidade das artes", tendo a cultura da antiguidade como seu modelo ideal. Essa interação entre arte, classicismo e misticismo, de índole libertária e individualista, implicava ainda uma ética de austeridade e virtude, identificando o Bem com a Beleza, e não desdenhava a importância do aprendizado técnico sólido, dizendo que o engenho inato do pintor não era o bastante, devendo sim cultivá-lo assiduamente através do estudo das ciências e humanidades e da prática continuada das virtudes morais e dos ofícios artísticos. Daí se compreende seus esforços no sentido de fundar uma Academia de Pintura em Portugal, esforços que não obstante não encontraram eco na mentalidade de seus contemporâneos, ainda presa ao antigo sistema corporativo de produção.

## Ensino
O Renascimento português dir-se-ia caracterizado por um cosmopolitismo com duas vertentes, uma europeia e outra ultramarina. Cada vez mais portugueses frequentavam os grandes centros universitários europeus, pólos importantes dos novos ideais humanistas, nomeadamente os de Itália, Espanha e França. Com uma papel relevante na transformação do meio académico em França e depois em Portugal destacam-se Diogo de Gouveia e André de Gouveia. O primeiro, que estudou na Sorbonne e foi diplomata para o rei D. Manuel I consegue com o patrocínio de D. João III levar 50 bolseiros portugueses para a universidade em Paris. Director do Colégio de Santa Bárbara e professor de Francisco Xavier, foi em parte responsável pela ligação deste a Portugal e ao padroado. O seu sobrinho André, regressou a Portugal. a convite de D. João III, acompanhado de um grupo de mestres estrangeiros para dirigir o Real Colégio das Artes e Humanidades em Coimbra, nascido centrado no estudo das artes liberais e das humanidades.
A afluência de estudantes portugueses às grandes cidades europeias coincide com a dispersão e fixação de outros portugueses como é o caso dos soldados ou dos religiosos, no Ultramar, ocupando as cidades fortificadas no Norte de África, colonizando a Ilha da Madeira e os Açores ou percorrendo a costa africana, comerciando, evangelizando e fixando-se na Índia, na China, Malaca, Japão ou no Brasil.
A própria língua virá a sofrer a influência destes contactos transoceânicos dos portugueses, particularmente com a introdução das terminologias autóctones das regiões além-mar, algumas delas persistindo ainda nos dias de hoje.
É também nesta altura que obras de autores portugueses são com mais frequência impressas no estrangeiro. Graças aos estudos dos portugueses nas universidades estrangeiras, a fisionomia das escolas, e, consequentemente, a cultura da nação portuguesa, foi-se alterando, influenciando fortemente as universidades de Coimbra, Lisboa e Évora, a administração civil e religiosa, os centros culturais (quase exclusivamente em Lisboa) da província e até do Ultramar, especialmente em Goa.

## Influência além fronteiras
O intenso intercâmbio internacional produziu vários estudiosos humanistas e cosmopolitas: Francisco de Holanda, André de Resende e Damião de Góis, amigo de Erasmus, que escreveu com independência rara no reinado de D. Manuel I; Diogo e André de Gouveia, que fizeram importantes reformas no ensino via França. Relatos e produtos exóticos na Feitoria Portuguesa de Antuérpia, atrairam o interesse de Thomas More e Durer para o mundo mais vasto. Em Antuérpia, os lucros e conhecimento portugueses ajudaram a alimentar o renascimento holandês e a Idade de Ouro dos Países Baixos, especialmente após a chegada da comunidade judaica culta e rica expulsa de Portugal.
As obras referentes ao Ultramar impressas em Portugal estão entre as mais procuradas na Europa da altura, sendo traduzidas em várias línguas. O aparecimento de uma nova literatura e o aperfeiçoamento da ciência naútica, para além da própria experiência de vida dos portugueses, no que respeita à epopeia dos Descobrimentos, constitui um dos pilares socioculturais do Renascimento português.
Portugal acaba por influenciar, também, através das suas publicações, toda a Europa, ao mesmo tempo que recebe a influência do Humanismo patente nestes centros, dando origem a uma atitude crítica com base na experiência ou na observação directa dos factos, desmistificando algumas lendas medievais.
Toda a sociedade é atraída pela expansão ultramarina, ao mesmo tempo que nas grandes cidades e na província surgem homens de várias nacionalidades com profissões específicas, que contribuem para a constante aprendizagem e evolução do pensamento nacional, cruzando-se muitas vezes religiões, importando-se livros e objectos de arte que influenciam uma nova mentalidade: a do Homem renascentista ou humanista.